# Саханкоски
Са́ханко́ски (фин. Sahankoski) — посёлок в составе Кааламского сельского поселения Сортавальского района Республики Карелия.

## Общие сведения
Расположен на южном берегу озера Руокоярви и правом берегу реки Тохмайоки, недалеко от железнодорожной ветки Маткаселькя — Вяртсиля.
Посёлок расположен на грунтовой дороге местного значения 86К-15 («Сюскюярви — Маткаселькя») в 0,4 км от трассы А121 («подъезд к МАПП "Вяртсиля"»).

## Население
| 2002 | 2009 | 2010 | 2013 |
| ---- | ---- | ---- | ---- |
| 0    | →0   | →0   | →0   |